# Karup Kirke (Frederikshavn Kommune)
 For alternative betydninger, se Karup Kirke. (Se også artikler, som begynder med Karup Kirke)
Karup Kirke er beliggende ca. 82 meter over havets overflade i Vendsyssel, godt otte kilometer nordvest for Sæbys centrum. Kirken er påbegyndt opført i den sidste halvdel af 1100-tallet.
Karup Kirke er kullet – det vil sige uden tårn. Den er opført i romansk stil af kvaderhuggede kampesten og består af kor, skib og våbenhus.
Bygningsformen, som den fremtræder i dag, ligger i sin udformning meget nær sit oprindelige udseende.

## Galleri
- Udsigt fra Karup Kirke mod nordvest
- Sydsiden af Karup Kirke

## Eksterne kilder og henvisninger
- Wikimedia Commons har flere filer relateret til Karup Kirke (Frederikshavn Kommune)
- Karup Kirkes historie (Webside ikke længere tilgængelig)
- Karup Kirke hos KortTilKirken.dk